# Gränsfästning
Gränsfästning, en i närheten av ett rikes landgräns belägen fästning. I äldre tider förekom storartade gränsbefästningar, vilka uppfördes sammanhängande längs hela riksgränsen, för att skydda mot närboende stammars plundringståg, till exempel den 2 450 km långa Kinesiska muren, uppförd omkr. 200 f.Kr., flankerad av höga torn, den 117 km långa piktiska muren (Hadrianus mur), från 100-talet, på gränsen mellan England och Skottland, och den 14 km långa vallen Dannevirke, från 900-talet.
Under slutet av 1600-talet uppstod i Frankrike ett för detta land egendomligt gränsfästningssystem, grundat på den sedermera som oriktig befunna åsikten, att ett tillräckligt antal fästningar vid rikets landgräns var i stånd att helt och hållet utestänga en fientlig armé ur landet. Franska gränsen omgavs till följd därav med en tredubbel gördel av fästningar, varav den yttre utgjordes av små och tätt liggande, den mellersta av något större och glesare förlagda samt den inre av ett mindre antal stora fästningar. Efter den obetydliga roll denna tredubbla fästningsgördel spelade under 1813-15 års krig förlorades tilltron till detta system, och fästningarna erhöll en annan strategisk betydelse än förr.
Vid 1900-talets början ansågs gränsfästningarnas väsentligaste uppgift vara att tjäna som stödjepunkt och skydd för den egna arméns strategiska uppmarsch eller att spärra en viktig förbindelseled. Under mellankrigstiden byggdes i Frankrike Maginotlinjen som ett system av gränsbefästningar längs landets gräns mot Tyskland.